# Massacre de Cherry Valley
Guerre d'indépendance des États-Unis
Batailles
Théatre nord de la guerre d'indépendance après 1777 :
- Cobleskill (en)
- Wyoming Valley
- Big Runaway
- German Flatts (en)
- Unadilla et Onaquaga (en)
- Raid de Carleton (en)
- Cherry Valley
- Minisink
- Expédition Sullivan
- Newtown
- Boyd et Parker (en)
- Raid de Royalton (en)
- Klock's Field (en)
- Johnstown (en)

Le massacre de Cherry Valley est une attaque des forces armées britanniques et des Iroquois sur le fort et le village de Cherry Valley au nord de New York, le 11 novembre 1778, au cours de la guerre d'Indépendance américaine. Cet évènement est décrit comme l'un des massacres les plus horribles de la guerre. Une force mixte composée de loyalistes, de soldats britanniques, de Sénécas et de Mohawks, est descendue sur Cherry Valley, dont les défenseurs, en dépit des avertissements, n’étaient pas préparés à l’attaque. Pendant le raid, les Sénécas, en particulier, ont ciblé les non-combattants, et des rapports indiquent que trente de ces personnes ont été tuées, en plus d'un certain nombre de défenseurs armés.
Les pillards sont sous le commandement général de Walter Butler (en), qui exerce peu d'autorité sur les Amérindiens de l’expédition. L’historienne Barbara Graymont décrit le commandement de Butler lors de cette expédition comme « pénalement incompétent ». Les Sénécas sont irrités par les accusations d’atrocités commises lors de la bataille de la Wyoming Valley, et par la récente destruction (en) de leurs bases avancées à Unadilla, Onaquaga (en) et Tioga. L'autorité de Butler sur les Amérindiens est aussi minée par le mauvais traitement qu’il réserve à Joseph Brant, le chef des Mohawks. Butler soutient à plusieurs reprises, contre les accusations qu'il avait permis ces atrocités, qu'il avait été impuissant à empêcher les Sénécas.
Pendant la campagne de 1778, Brant se construit une réputation imméritée de brutalité. Il n'était pas au Wyoming, contrairement à ce que beaucoup pensaient, et il a activement cherché à minimiser les atrocités qui ont eu lieu à Cherry Valley. Ce massacre entraine des appels aux représailles, ce qui advient notamment avec l'expédition Sullivan en 1779.

## Contexte

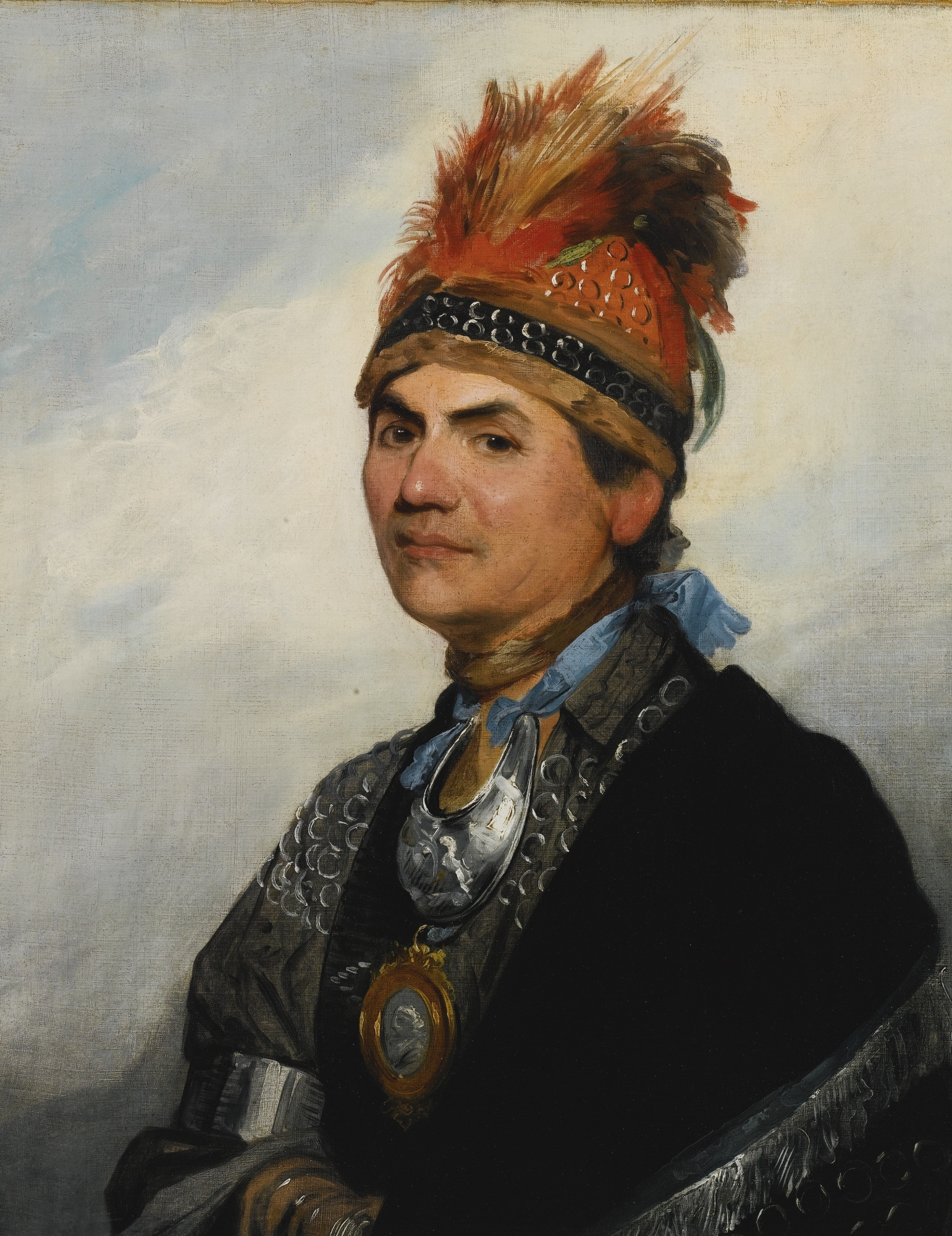
Portrait de Joseph Brant par Gilbert Stuart.

Avec l'échec de la campagne de l'Hudson du général britannique John Burgoyne après les batailles de Saratoga en octobre 1777, la guerre d'indépendance américaine dans le nord de l'État de New York devient une guerre de frontière. Les dirigeants britanniques de la province de Québec appuient les combattants loyalistes et leurs partisans amérindiens avec des approvisionnements et des armements. Au cours de l'hiver 1777-78, Joseph Brant et d'autres amérindiens alliés aux britanniques développent des plans pour attaquer les colonies frontalières à New York et en Pennsylvanie. En février 1778, Brant établit une base d'opérations à Onaquaga (en). Il recrute un ensemble d'Iroquois et de Loyalistes estimé entre deux et trois cents hommes au moment où il initie sa campagne en mai,,. L'un de ses objectifs est d'acquérir des vivres pour ses forces et celles de John Butler (en), qui planifie les opérations dans la vallée de la rivière Susquehanna.
Brant commence sa campagne à la fin du mois de mai avec un raid sur Cobleskill (en) et attaque d'autres communautés frontalières tout au long de l'été. Les milices locales et les unités de l'armée continentale qui défendent la zone sont inefficaces contre ces raids, car généralement les participants s'échappent avant que les défenseurs n'arrivent en force. Après l'attaque de German Flatts (en) en septembre par Brant et certains des Rangers de Butler (en), les Américains organisent une expédition punitive (en) qui détruit les villages d'Unadilla et d'Onaquaga au début du mois d'octobre.
Alors que Brant est actif dans la vallée Mohawk, Butler descend avec une grande force mixte et attaque la vallée du Wyoming dans le nord de la Pennsylvanie au début du mois de juillet. Cette action complique les affaires, car les Sénécas de Butler sont accusés de massacrer des non-combattants, et un certain nombre de miliciens patriotes violent leur parole peu de temps après en participant à une expédition de représailles contre Tioga. La propagande lugubre associée aux accusations contre les Sénèques irritent ces derniers, tout comme la destruction d'Unadilla, d'Onaquaga et de Tioga. L'attaque de Wyoming Valley, même si Brant n'est pas présent, alimente chez ses adversaires le point de vue qu'il est un adversaire particulièrement brutal.
Brant unit ensuite ses forces au capitaine Walter Butler (en), qui conduit deux compagnies de rangers commandées par les capitaines John McDonell (en) et William Caldwell afin de mener une attaque contre la colonie majeure de Cherry Valley, dans la région du Schoharie Creek (en). Les forces de Butler comprennent également 300 Sénécas, probablement dirigées par Cornplanter ou Sayenqueraghta, et 50 soldats de l'armée britannique du 8th (The King's) Regiment of Foot (en),. Alors que la force se dirige vers Cherry Valley, Butler et Brant se disputent le recrutement de loyalistes par ce dernier. Butler est mécontent des succès de Brant dans ce domaine et menace de priver de provisions les volontaires loyalistes de Brant. Quatre-vingt-dix d'entre eux finissent par quitter l'expédition, et Brant lui-même est sur le point de le faire lorsque ses partisans amérindiens le convainquent de rester. Ce différend mécontente les forces indiennes et mine l'autorité ténue de Butler à leur égard.

## Massacre

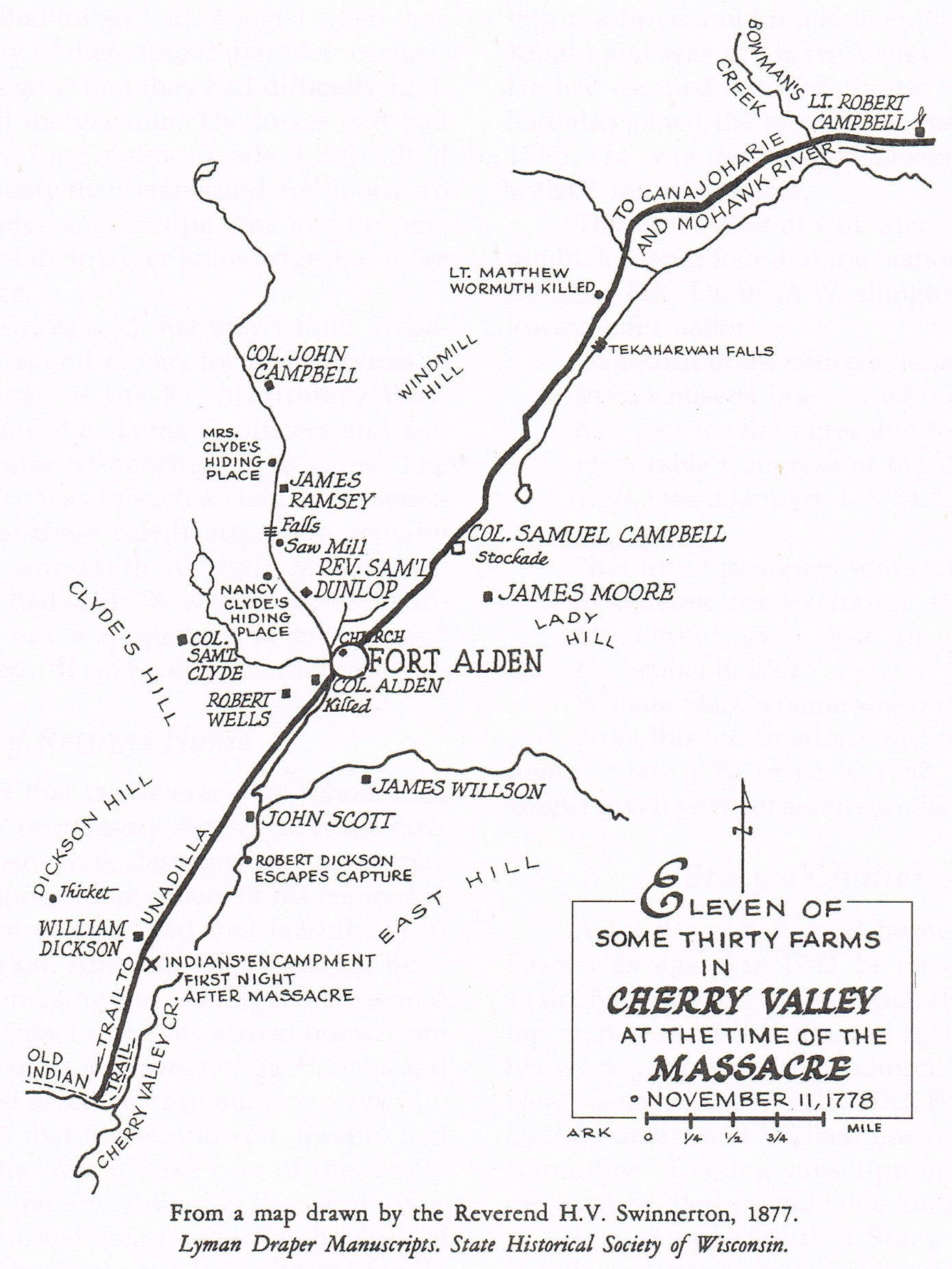
Carte de Cherry Valley au moment du massacre.

Cherry Valley dispose d'un fort en palissades (construit après le raid de Brant sur Cobleskill) qui entoure la maison d'assemblée du village. Il est défendu par une garnison de 300 soldats du 7e régiment du Massachusetts (en) de l'armée continentale commandé par le colonel Ichabod Alden (en). Alden et son équipe de commandement sont alertés le 8 novembre par des espions Onneiouts que la force de Butler-Brant se déplace en direction de Cherry Valley. Cependant, il ne prend pas de précautions particulières et continue notamment d'occuper un quartier général à quelque 370 mètres du fort,. La force de Butler arrive près de Cherry Valley tard le 10 novembre et établit un camp sans feu pour éviter d'être détecté. Une reconnaissance de la ville permet à Butler d'identifier la faiblesse de la position d'Alden, et il décide d'envoyer une force contre le quartier général d'Alden et un autre contre le fort. Butler fait promettre aux Amérindiens de ne pas nuire aux non-combattants lors d'un conseil tenu cette nuit-là.
L'attaque commence tôt le matin du 11 novembre. Certains Amérindiens trop empressés gâchent l'effet de surprise en tirant sur des colons coupant du bois à proximité. L'un d'eux s'échappe et lance l'alarme. Si-gwa-ah-doh-gwih conduit les Sénécas qui encerclent la maison de Wells, tandis que le corps principal enserre le fort. Les assaillants tuent au moins seize officiers et soldats positionnés au quartier-général, y compris Alden, qui est abattu alors qu'il court jusqu'au fort. La plupart des récits disent qu'Alden est à portée des portes du fort, seulement il s'arrête pour essayer de tirer sur son poursuivant, sans-doute Joseph Brant. Mais son pistolet mouillé s'enraye à plusieurs reprises et il est tué par un tomahawk qui le frappe au front. Le lieutenant-colonel William Stacy (en), commandant en second, également logé au quartier-général, est fait prisonnier,. Le fils de Stacy, Benjamin et son cousin Rufus Stacy, traversent une pluie de balles pour atteindre le fort depuis la maison, mais le beau-frère de Stacy, Gideon Day, est tué. Les assaillants qui attaquent le quartier-général finissent par entrer, conduisant à un combat corps à corps à l'intérieur. Après avoir tué la plupart des soldats stationnés là-bas, les Sénécas massacrent toute la famille Wells encore présente, soit douze personnes au total.
L'attaque sur le fort échoue faute d'armes lourdes. Les assaillants sont en effet incapables de réaliser une brèche significatives dans le mur de palissades. Tandis que le fort demeure assiégé par les loyalistes, les Amérindiens se déchaînent sur le reste de la colonie. Pas une seule maison n'est laissée debout, et des Sénécas, cherchant vengeance, massacrent toutes les personnes trouvées sur leur chemin. Butler et Brant tentent de limiter leurs actions mais sans réussite. Brant en particulier est consterné d'apprendre qu'un certain nombre de familles qu'il connaît bien et qu'il considère comme amies ont été massacrées, notamment les familles Wells, Campbell, Dunlop et Clyde.
Le lieutenant William McKendry, quartier-maître du régiment du colonel Alden, a notamment décrit l'attaque dans son journal,,. Il identifie les victimes du massacre comme le colonel Alden, treize autres soldats et une trentaine de civils. Il précise aussi que la plupart des soldats ont été tués à la maison de Wells. Les comptes rendus entourant la capture du lieutenant-colonel Stacy, fait prisonnier lorsque le colonel Alden a été tué, indiquent qu'il allait être tué lorsque Brant est intervenu. Il est également dit que Stacy est franc-maçon et que, comme tel, il a fait appel à Brant qui a finalement sauvé la vie du lieutenant-colonel.

## Conséquences
Le lendemain matin, Butler envoie Brant et quelques rangers dans le village pour achever sa destruction. Ces derniers font 70 prisonniers, dont beaucoup de femmes et d'enfants. Butler réussit à obtenir la libération d'environ quarante d'entre eux, mais le reste du groupe est réparti dans les villages de leurs ravisseurs jusqu'à ce qu'ils soient échangés. Le lieutenant-colonel Stacy est emmené au fort Niagara en tant que prisonnier des Britanniques.
Un chef mohawk, en justifiant l'action de Cherry Valley, écrit à un officier américain : « Vous avez brûlé nos maisons, ce qui nous rend, nous et nos frères, les Indiens Seneca en colère, de sorte que nous avons tué, hommes, femmes et enfants à Cherry Valley ». Les Sénécas déclarent qu'ils ne seront plus faussement accusés, ou qu'ils ne combattront plus l'ennemi deux fois comme une manière de dire qu'ils refuseraient de faire quartier à l'avenir. Butler rapporte que « malgré mes précautions et mes efforts pour sauver les femmes et les enfants, je ne pus empêcher à certains d'entre eux  d'être victimes de la fureur des Sauvages », mais aussi qu'il a passé la majeure partie de son temps à garder le fort pendant le raid. Le gouverneur du Québec, Frederick Haldimand, est tellement bouleversé par l'incapacité de Butler à contrôler ses forces qu'il refuse de le voir, écrivant que « cette vengeance sans scrupule prise même sur l'ennemi traître et cruel contre lequel ils sont engagés est inutile et honteuse pour eux, ainsi qu'il est contraire aux dispositions et aux maximes du Roi dont ils défendent la cause ». Butler continue à insister dans ses écrits postérieurs sur le faite qu'il n'était pas en faute pour les événements de cette journée.
La violente de la guerre des frontières de 1778 pousse l'armée continentale à réagir. Le massacre de Cherry Valley, ainsi que les accusations de meurtre de non-combattants au Wyoming, ouvrent la voie au lancement de l'expédition Sullivan de 1779, ordonnée par le major-général George Washington et commandée par le major-général John Sullivan. L'expédition détruit plus de 40 villages iroquois dans leur région d'origine au centre et à l'ouest de État de New York et déporte les femmes et les enfants dans des camps de réfugiés à Fort Niagara. Elle échoue cependant à arrêter la guerre des frontières, qui se poursuit avec une violence redoublée en 1780.

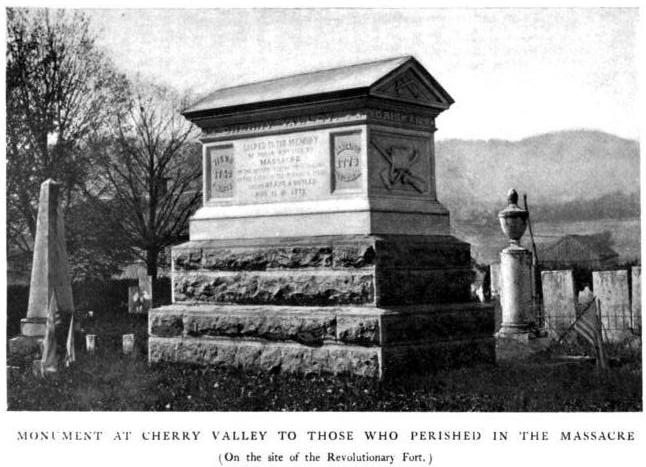
Le monument dédiés aux victimes du massacre de Cherry Valley.

À Cherry Valley, un monument est dédié au massacre le 15 août 1878, à l'occasion du centenaire du massacre,. Des années après ces événements, le village natal de Benjamin Stacy, New Salem au Massachusetts, célèbre la fête annuelle « Old Home Day » avec une course à pied rendant hommage à son évasion à Cherry Valley.